# Gynoplistia (Gynoplistia) canterburiana
Gynoplistia (Gynoplistia) canterburiana is een tweevleugelige uit de familie steltmuggen (Limoniidae). De soort komt voor in het Australaziatisch gebied.